# 線紋柔麗鯛
線紋柔麗鯛（学名：Placidochromis lineatus）為輻鰭魚綱鱸形目隆頭魚亞目慈鯛科的其中一種，分布於非洲馬拉威湖坦尚尼亞岸的Lukoma灣流域，棲息深度123-125公尺，體長可達9.1公分，棲息在底中層水域，生活習性不明。
其种加词“Lineatus”意为“线形的”。